# Flughafen Bischa

i7
i11
i13
Der Flughafen Bischa (arabisch مطار بيشة, DMG Maṭār Bīša, IATA-Code: BHH, ICAO-Code: OEBH) liegt in der Provinz Asir im Südwesten Saudi-Arabiens, etwa zwei Kilometer südöstlich der Stadt Bischa.
Der Flughafen liegt auf einer Höhe von 1185 m und wurde im Jahr 1976 eröffnet. Von ihm werden nur inländische Flughäfen angesteuert, darunter der Flughafen Riad in der Hauptstadt und der Flughafen Dschidda.